# Windows Vista
Windows Vista — операционная система семейства Windows NT корпорации Microsoft, выпущенная 30 января 2007 года. На стадии разработки имела кодовое имя «Longhorn». Построена на основе гибридного ядра NT версии 6.0. В качестве сокращённого имени иногда используется акроним «WinVi», объединяющий три первые буквы названия и версию ядра в римской записи. Предназначена исключительно для рабочих станций и персональных компьютеров; её ориентированная на серверы «сестра» — Windows Server 2008. Предшественником была Windows XP (выпущенной пятью годами ранее, что на тот момент было самым длительным промежутком времени между последовательными выпусками Microsoft Windows) и Windows Longhorn, а следующей ОС в линейке — Windows 7.
Разработка Windows Vista началась в 2001 году под кодовым названием «Longhorn»; изначально задуманная как второстепенный преемник Windows XP, она постепенно включала в себя многочисленные новые функции из следующего тогда основного выпуска Windows под кодовым названием «Blackcomb», после чего она была перепозиционирована как основной выпуск Windows, и впоследствии она прошла период длительной разработки, который был беспрецедентным для Microsoft. Большинство новых функций были в значительной степени основаны на новом уровне представления под кодовым названием Avalon , новой архитектуре коммуникаций под кодовым названием Indigo и реляционной платформе хранения под кодовым названием WinFS — все построено на .NET Framework; однако это оказалось несостоятельным из-за незавершенности технологий и способов добавления новых функций, и Microsoft сбросила проект в 2004 году. Многие функции были в конечном итоге повторно реализованы после сброса, но Microsoft прекратила использовать управляемый код для разработки операционной системы.
Microsoft завершила разработку Windows Vista 8 ноября 2006, выпустив её вместе с Office 2007 30 ноября 2006 года для корпоративных клиентов. 30 января 2007 года начались продажи системы в СНГ для обычных пользователей. Новые функции Windows Vista включают графический пользовательский интерфейс и визуальный стиль, называемые Windows Aero; индекс контента и платформа поиска на рабочем столе, называемые Windows Search; новые одноранговые технологии для упрощения обмена файлами и мультимедиа между компьютерами и устройствами в домашней сети; и новые мультимедийные инструменты, такие как Windows DVD Maker. Windows Vista включала версию 3.0 .NET Framework, что позволяло разработчикам программного обеспечения писать приложения без традиционных API Windows. Несмотря на огромное количество нововведений, ОС пользовалась умеренной популярностью и такой, как своя предшественница, не приобрела. По данным веб-аналитики NetMarketShare, по состоянию на декабрь 2024 год доля рынка Windows Vista составляет ▼ 0,03 % от общей доли рынка Windows; это значение достигало максимума в 25,02 % в октябре 2009 года, после чего начало снижаться, в том числе из-за выхода Windows 7. Тем не менее, это четвёртая по популярности Windows за всю историю.
Хотя эти новые функции и улучшения безопасности получили положительные отзывы, Vista также стала объектом большой критики и негативной прессы. Критика Windows Vista включает её высокие системные требования, более строгие условия лицензирования, отсутствие совместимости, более длительное время загрузки и чрезмерные запросы авторизации от контроля учетных записей. Однако использование Vista превзошло ожидания Microsoft за два года до запуска и достижение 200 миллионов пользователей, при этом в январе 2009 года около 330 миллионов пользователей Интернета. 22 октября 2010 года Microsoft прекратила продажу розничных копий Windows Vista и год спустя продажи Vista производителями оригинального оборудования прекратились. Уровень распространения и удовлетворённости Windows Vista был ниже, чем у Windows XP, и она считается коммерческим провалом.
Официальная основная поддержка Vista закончилась 10 апреля 2012 года, а расширенная поддержка закончилась 11 апреля 2017 года, в то время как основная поддержка Windows Server 2008 закончилась 13 января 2015 года, а расширенная поддержка закончилась 14 января 2020 года (за отдельную доплату поддержка продлевалась до 10 января 2023 года).
Обе версии были заменены Windows 7 и Windows Server 2008 R2 соответственно. Серверная версия получала обновления безопасности до января 2020 года, которые неофициально могут применяться и к Windows Vista.

## История
На раннем этапе разработки система была известна под кодовым именем Longhorn (по имени бара Longhorn Saloon вблизи лыжного курорта Whistler в Британской Колумбии). Название Vista было объявлено 22 июля 2005 года. Спустя несколько месяцев Microsoft также переименовала Windows Longhorn Server в Windows Server 2008. С 8 ноября 2006 года полноценная версия Windows Vista доступна для производителей оборудования. Релиз выпуска для конечных пользователей состоялся 30 января 2007 года.
Выпуск многих функций, анонсированных в Windows Vista, был отменён Microsoft из-за недовольства общественности. Например, предполагалось, что OpenGL будет реализован как надстройка над Direct3D. Это привело бы к серьёзному падению производительности OpenGL по сравнению с Direct3D и к фиксации версии OpenGL. Опасения не оправдались, поддержка OpenGL в Windows Vista осталась. Не вошла в Windows Vista и файловая система WinFS — на сей раз из-за проблем с производительностью.

## Обзор
В Windows Vista обновлена подсистема управления памятью и вводом-выводом. Новой функциональностью также является «Гибридный спящий режим», при использовании которого содержимое оперативной памяти дополнительно записывается на жёсткий диск, но и из памяти также не удаляется. В результате, если питание не выключалось, компьютер восстанавливает работу, пользуясь информацией из ОЗУ. Если же подача энергии прекратилась, операционная система использует сохранённую на жёсткий диск копию ОЗУ и загружает информацию из неё (аналог спящего режима). Режим реализован благодаря так называемым «файлам гибернации», которые занимают объём на жёстком диске, равный объёму установленной на компьютере оперативной памяти. Пользователь может удалить эти файлы (утратив функцию гибернации), при этом восстановление данных файлов возможно путём вызова специальных команд из командной строки.
С 28 июля 2005 года разработчикам и IT-профессионалам была разослана первая бета-версия. В ней были представлены основы новой архитектуры системы и все разработанные на тот день технические возможности. Первая бета-версия была выпущена для того, чтобы у аудитории сложилось первое впечатление о новой ОС, а также для обнаружения ошибок в новой системе до её официального выпуска. По результатам первого этапа бета-тестирования были доработаны пользовательские функции системы, которые затем были представлены во второй бета-версии. Финальная версия Windows Vista представлена в вариантах для 32- и 64-разрядных процессоров.
Windows Vista имеет также новый логотип. По мнению дизайнеров компании, этот логотип иллюстрирует изменения в пользовательском интерфейсе новой операционной системы (который получил название Aero из-за применения эффекта прозрачности).

## Редакции Windows Vista

### Основные
- Starter (Начальная): распространялась Microsoft только на некоторых развивающихся рынках в бедных странах (а также в виде предустановленной ОС на некоторых моделях нетбуков); имела весьма символичную цену и множество функциональных ограничений. К примеру, максимальный объём дискового пространства составляет 250 ГБ, памяти — 1 ГБ, в SP2 — 2 ГБ, а процессор может иметь лишь одно ядро (32 bit) без технологии Hyper-threading.
- Home Basic (Домашняя базовая): поддерживает не более 2 процессоров (с неограниченным количеством ядер), не более 8 гигабайт оперативной памяти для 64- и не более 4 гигабайт для 32-разрядной версии, read-only версию MeetingSpace, 5 одновременных подключений по SMB. Отсутствуют интерфейс Windows Aero, возможность присоединения к домену, а также редактор групповых и локальных политик, нет поддержки EFS.
- Home Premium (Домашняя расширенная): поддерживает до 2 процессоров, до 16 гигабайт оперативной памяти, HDTV, запись видео-DVD, 10 одновременных подключений по SMB, имеется поддержка сенсорных экранов, автоматическое резервное копирование, интерфейс Windows Aero. Отсутствует возможность присоединения к домену, редактор групповых и локальных политик, нет поддержки EFS, поддержка Microsoft Anna (функции чтения текста на экране).
- Business (для бизнеса): нет родительского контроля, поддержка до 2 процессоров, ограничена мультимедийная часть и отсутствуют развлекательные приложения. Данная версия Vista поддерживает работу в домене, политики и шифрованную файловую систему EFS.
- Enterprise (Корпоративная): многоязычный интерфейс, сервисы Microsoft Windows для UNIX, корпоративные многопользовательские лицензии, функция шифрования диска BitLocker, ограничена мультимедийная часть.
- Ultimate (Максимальная): включает все возможности Enterprise и Home Premuim плюс дополнительные Ultimate Extras, хорошо развита мультимедийная часть, поддержка анимированных обоев рабочего стола, поддержка многоязычного пользовательского интерфейса позволяет менять по желанию язык пользовательского интерфейса операционной системы.
- Ultimate Upgrade Limited Numbered Signature Edition[16]: каждый экземпляр имеет порядковый номер и подпись Билла Гейтса. Выпускался ограниченным тиражом — 25000 экземпляров.

Существовали версии, связанные с требованиями законодательства определённых стран:
- N: для Европы, без Windows Media Player.
- K: для Кореи. Содержат ссылки на ПО, альтернативное Windows Messenger и Windows Media Player.
- KN: сочетание обеих версий.

## Редакции
| Редакция                                                      | Начальная \ Starter                    | Домашняя базовая \ Home Basic          | Домашняя расширенная \ Home Premium  | Бизнес \ Business                                   | Корпоративная \ Enterprise                | Максимальная \ Ultimate                   |
| ------------------------------------------------------------- | -------------------------------------- | -------------------------------------- | ------------------------------------ | --------------------------------------------------- | ----------------------------------------- | ----------------------------------------- |
| Способ приобретения                                           | Продажа только по OEM-лицензиям        | Продажа в розницу и по OEM-лицензиям   | Продажа в розницу и по OEM-лицензиям | Продажа в розницу, по OEM и корпоративным лицензиям | Продажа только по корпоративным лицензиям | Продажа в розницу и по OEM-лицензиям      |
| Старт продаж                                                  | 30.01.2007                             | 30.01.2007                             | 30.01.2007                           | 30.01.2007                                          | 30.11.2006                                | 30.01.2007                                |
| Окончание основной поддержки                                  | 10.04.2012                             | 10.04.2012                             | 10.04.2012                           | 10.04.2012                                          | 10.04.2012                                | 10.04.2012                                |
| Окончание расширенной поддержки                               | 11.04.2017                             | 11.04.2017                             | 11.04.2017                           | 11.04.2017                                          | 11.04.2017                                | 11.04.2017                                |
| Максимальный размер оперативной памяти (для 64-битных версий) | 1 Гб (для 32-битной версии)            | 8 Гб                                   | 16 Гб                                | 128 Гб                                              | 128 Гб                                    | 128 Гб                                    |
| CPUs                                                          | 1                                      | 1                                      | 1                                    | 2                                                   | 2                                         | 2                                         |
| Интернет-игры                                                 | Да                                     | Да                                     | Да                                   | Да                                                  | Да                                        | Да                                        |
| Мгновенный поиск                                              | Да                                     | Да                                     | Да                                   | Да                                                  | Да                                        | Да                                        |
| Улучшенное управление питанием                                | Да                                     | Да                                     | Да                                   | Да                                                  | Да                                        | Да                                        |
| Windows ReadyDrive                                            | Да                                     | Да                                     | Да                                   | Да                                                  | Да                                        | Да                                        |
| Распознавание речи                                            | Да                                     | Да                                     | Да                                   | Да                                                  | Да                                        | Да                                        |
| Родительский контроль                                         | Да                                     | Да                                     | Да                                   | Да                                                  | Да                                        | Да                                        |
| Поддержка универсального игрового контроллера                 | Да                                     | Да                                     | Да                                   | Включено по умолчанию                               | Включено по умолчанию                     | Да                                        |
| Диспетчер окон рабочего стола                                 | Нет                                    | Да                                     | Да                                   | Да                                                  | Да                                        | Да                                        |
| Количество запущенных программ                                | 3                                      | Неограниченно                          | Неограниченно                        | Неограниченно                                       | Неограниченно                             | Неограниченно                             |
| Центр мобильности Windows                                     | Частично                               | Частично                               | Да                                   | Да                                                  | Да                                        | Да                                        |
| Киностудия Windows                                            | Не поддерживается создание HD-контента | Не поддерживается создание HD-контента | Да                                   | Не поддерживается создание HD-контента              | Не поддерживается создание HD-контента    | Да                                        |
| Наличие 64-битной версии                                      | Да                                     | Да                                     | Да                                   | Да                                                  | Да                                        | Да                                        |
| Desktop Window Manager                                        | Да                                     | Да                                     | Да                                   | Да                                                  | Да                                        | Да                                        |
| Windows HotStart                                              | Да                                     | Да                                     | Да                                   | Да                                                  | Да                                        | Да                                        |
| Windows Aero                                                  | Да                                     | Частично                               | Да                                   | Да                                                  | Да                                        | Да                                        |
| Дополнительные игры                                           | Да                                     | Да                                     | Да                                   | Отключены по умолчанию                              | Отключены по умолчанию                    | Да                                        |
| Windows Media Center                                          | Нет                                    | Нет                                    | Да                                   | Нет                                                 | Нет                                       | Да                                        |
| DVD-студия Windows                                            | Нет                                    | Нет                                    | Да                                   | Нет                                                 | Нет                                       | Да                                        |
| Complete PC Backup                                            | Нет                                    | Нет                                    | Нет                                  | Да                                                  | Да                                        | Да                                        |
| Присоединение домена                                          | Нет                                    | Нет                                    | Нет                                  | Да                                                  | Да                                        | Да                                        |
| Ресурсы для малого бизнеса                                    | Нет                                    | Нет                                    | Нет                                  | Да                                                  | Да                                        | Да                                        |
| Windows Fax and Scan                                          | Нет                                    | Нет                                    | Нет                                  | Да                                                  | Да                                        | Да                                        |
| Услуги удалённого рабочего стола                              | Нет                                    | Нет                                    | Нет                                  | Да                                                  | Да                                        | Да                                        |
| Групповая политика                                            | Нет                                    | Нет                                    | Нет                                  | Да                                                  | Да                                        | Да                                        |
| BitLocker                                                     | Нет                                    | Нет                                    | Нет                                  | Нет                                                 | Требуется TPM 1.2 или USB-флеш-накопитель | Требуется TPM 1.2 или USB-флеш-накопитель |
| Многоязычный пользовательский интерфейс                       | Нет                                    | Нет                                    | Нет                                  | Нет                                                 | Да                                        | Да                                        |
| DirectAccess                                                  | Нет                                    | Нет                                    | Нет                                  | Нет                                                 | Да                                        | Да                                        |
| Подсистема для запуска Unix-приложений                        | Нет                                    | Нет                                    | Нет                                  | Нет                                                 | Да                                        | Да                                        |
| Windows Ultimate Extras                                       | Нет                                    | Нет                                    | Нет                                  | Нет                                                 | Нет                                       | Да                                        |

## Стили оформления
Windows Vista поддерживает четыре варианта оформления пользовательского интерфейса:
- Windows Aero — это оригинальный стиль оформления с полупрозрачными многоцветными рамками окон, применяемый по умолчанию для компьютеров с более чем 512 МБ ОЗУ и соответствующим спецификации «Vista Ready» видеоадаптером (обязательна поддержка DirectX 9c, желательно DirectX 10). Доступна в выпусках Home Premium, Business и более старших редакциях.
- Упрощённый стиль — это оригинальный стиль оформления, применяемый по умолчанию для компьютеров, которые по каким-либо причинам не готовы к запуску Windows Aero. Доступен во всех редакциях Windows Vista и является основным в редакции Starter. Этот стиль также применяется при запуске приложений в режиме совместимости.
- Стандартная — Windows Aero с некоторыми отключёнными возможностями (например, прозрачность окон и Windows Flip 3D). Требования к системе — такие же, как и у Windows Aero. Доступна на Windows Vista Home Basic.
- Классическая — минимальные требования к системе, оформление окон в стиле «классической» темы Windows 2000. Доступны различные цветовые схемы, в частности, подобные схемам Windows 2000; пользователь может создавать свои цветовые схемы.
- Пользовательские темы оформления — неофициальный способ настройки интерфейса, который заключается в модификации операционной системы и разрешении установки неподписанных тем (данные действия нарушают EULA).

## Системные требования
Согласно информации Microsoft, компьютеры, на которых можно запускать Windows Vista, классифицируются как Vista Capable (удовлетворяющие минимальным параметрам) и Vista Premium Ready (удовлетворяющие рекомендуемым параметрам).
| Рекомендуемые минимальные требования к оборудованию для Windows Vista | Рекомендуемые минимальные требования к оборудованию для Windows Vista | Рекомендуемые минимальные требования к оборудованию для Windows Vista | Рекомендуемые минимальные требования к оборудованию для Windows Vista                                           | Рекомендуемые минимальные требования к оборудованию для Windows Vista                                           | Рекомендуемые минимальные требования к оборудованию для Windows Vista                                           | Рекомендуемые минимальные требования к оборудованию для Windows Vista                                           |
| --------------------------------------------------------------------- | --------------------------------------------------------------------- | --------------------------------------------------------------------- | --- | --- | --- | --- |
|                                                                       | Начальная (Starter)                                                   | Домашняя базовая (Home Basic)                                         | Домашняя расширенная (Home Premium)                                                                             | Business | Корпоративная (Enterprise)                                                                                      | Максимальная (Ultimate)                                                                                         |
| Процессор                                                             | 800 МГц для x86 и x64                                                 | 800 МГц для x86 и x64                                                 | 1 ГГц для x86 и x64                                                                                             | 1 ГГц для x86 и x64                                                                                             | 1 ГГц для x86 и x64                                                                                             | 1 ГГц для x86 и x64                                                                                             |
| ОЗУ                                                                   | 512 МБ; 448 МБ 1                                                      | 512 МБ; 448 МБ 1 (x86), 2 ГБ (x64)                                    | 1 ГБ (x86), 2 ГБ (x64)                                                                                          | 1 ГБ (x86), 2 ГБ (x64)                                                                                          | 1 ГБ (x86), 2 ГБ (x64)                                                                                          | 1 ГБ (x86), 2 ГБ (x64)                                                                                          |
| Видеоадаптер                                                          | DirectX 9                                                             | DirectX 9                                                             | Windows Aero совместимый видеоадаптер, Поддержка DirectX 9, Pixel Shader 2.0, драйвера WDDM, 32 бита на пиксель | Windows Aero совместимый видеоадаптер, Поддержка DirectX 9, Pixel Shader 2.0, драйвера WDDM, 32 бита на пиксель | Windows Aero совместимый видеоадаптер, Поддержка DirectX 9, Pixel Shader 2.0, драйвера WDDM, 32 бита на пиксель | Windows Aero совместимый видеоадаптер, Поддержка DirectX 9, Pixel Shader 2.0, драйвера WDDM, 32 бита на пиксель |
| Видеопамять                                                           | 32 МБ                                                                 | 32 МБ                                                                 | 128 МБ | 128 МБ | 128 МБ | 128 МБ |
| Жесткий диск                                                          | 20 ГБ                                                                 | 20 ГБ                                                                 | 40 ГБ | 40 ГБ | 40 ГБ | 40 ГБ |
| Свободное место на жестком диске                                      | 15 ГБ                                                                 | 15 ГБ                                                                 | 15 ГБ | 15 ГБ | 15 ГБ | 15 ГБ |
| DVD-ROM                                                               | Требуется                                                             | Требуется                                                             | Требуется | Требуется | Требуется | Требуется |
| Доступ в Интернет                                                     | Требуется                                                             | Требуется                                                             | Требуется | Требуется | Требуется | Требуется |
| Аудиовыход                                                            | Требуется                                                             | Требуется                                                             | Требуется | Требуется | Требуется | Требуется |

Примечания:
1. В системе, где видеопамять является частью оперативной памяти, допускается минимально доступный объём ОЗУ 448 МБ.

## Особенности Windows Vista

### Новые или улучшенные возможности
- По утверждению Microsoft, время загрузки системы меньше, чем в Windows XP, и на большинстве компьютеров составляет меньше минуты[25]. Уменьшено время выхода из спящего режима до 6 секунд[25]. Однако реальные показатели менее впечатляющие, так как пользователю приходится ждать завершения фоновых процессов, сильно затрудняющих работу прикладных программ[26][27].
- Благодаря технологии Windows ReadyBoost стало возможно использование ёмкости внешних USB флеш-накопителей для своппинга, что в некоторых случаях увеличивает производительность на 40 %[25].
- По информации Microsoft, за 180 дней доступности в Windows Vista было найдено меньше уязвимостей, чем в Windows XP. Вероятность попадания в систему вирусов, червей и руткитов на 35 % меньше, чем в Windows XP SP3, на 60 % меньше, чем в Windows XP SP2 и на 90 % — чем в Windows XP без пакета обновления[28].
- Windows Shell: новый Windows Shell значительно отличается от оболочки в Windows XP, предлагая новый диапазон организации, навигации и поиска. Панель предварительного просмотра позволяет пользователям просматривать миниатюры различных файлов и просмотр содержимого документа.
- Мгновенный поиск: Мгновенный поиск в Windows Vista представляет собой новый способ мгновенного поиска, который значительно быстрее и более глубокий.
- Боковая панель Windows: прозрачная панель в правом углу экрана, где пользователь может разместить мини-приложения (гаджеты).

#### Улучшения безопасности
- User Account Control (UAC) — система контроля учётных записей пользователей, которая требует явного разрешения пользователя при выполнении любого действия, требующего административных полномочий, вне зависимости от прав текущего аккаунта пользователя. Если пользователь не является администратором, будет выводиться запрос, в котором можно выбрать административную учётную запись и выполнить операцию с её правами, введя пароль, — это позволяет производить конфигурирование системы и установку приложений из учётной записи ограниченного пользователя, не используя явно механизм runas и без необходимости переключения в другую учётную запись (что требовалось в XP, например, в случае изменения параметров TCP/IP). Если пользователь входит в группу «Администраторы», то ему потребуется (при настройках по умолчанию) подтвердить использования прав, ответив на запрос системы. UAC запрашивает данные в режиме Secure Desktop, с помощью которого осуществляется защита от перехвата данных и контроля за окном ввода со стороны сторонних программ (примерно такой же режим был использован при входе в домен NT с требованием двукратного нажатия Ctrl-Alt-Del). UAC можно отключить для отдельных категорий учётных записей и переконфигурировать, используя локальную (или групповую при использовании в домене) политику безопасности: например, можно задать обязательное введение пароля для использования административных полномочий всеми пользователями (включая администраторов), запретить эти действия пользователям ограниченных учётных записей и т. д.[29][30][31]
- Технологии, предотвращающие использование эксплойтов[32][33] — операционная система Windows Vista обладает некоторыми преимуществами, препятствующими использованию обнаруженных уязвимостей в программном обеспечении, но полностью реализуемыми только в 64-битных версиях и с программами, написанными с учётом этих возможностей:
  - Data Execution Prevention
  - Vista использует технологию Address Space Layout Randomization (ASLR), для загрузки кода системы в случайным образом выбранные участки памяти. По умолчанию все системные файлы загружаются в один из 256 случайно выбранных участков памяти. Другие исполняемые файлы могут использовать особый бит в заголовке PE-формата, чтобы система запускала их код с использованием ASLR. Для таких приложений случайным образом будут также определены области стека и кучи[34].
  - Изменение в формате исполняемых файлов.
- Шифрование диска Bitlocker — Предоставляет возможность шифрования системного диска, используя интерфейс командной строки и другие разделы. При этом используется USB-ключ или Trusted Platform Module для хранения ключей шифрования. Для шифрования разделов, по умолчанию, используется алгоритм AES с длиной ключа 128 бит в режиме шифрования CBC. Данная возможность присутствует в версиях Vista Enterprise или Ultimate[35][36][37].
- Система шифрования файлов EFS. Эта система, появившаяся впервые в Windows 2000, работает в версиях Vista Business, Enterprise или Ultimate и даёт возможность «прозрачного» шифрования файлов на уровне файловой системы алгоритмами AES (с 256-битным ключом) или 3-DES. Для каждого файла случайным образом генерируется ключ шифрования, который, в свою очередь, шифруется открытым ключом пользователя (по умолчанию — 2048 бит). В Vista с помощью политик появилась возможность задавать разную длину открытого ключа пользователя (1024, 2048, 4096,…), сохранять ключ на смарт-картах (по умолчанию ключ хранится локально, защищённый паролем пользователя) и шифровать файл подкачки, а также требовать обязательного шифрования пользовательской папки с документами[38][39].
- Блокировка прямой записи на диск. Windows Vista запрещает прямую запись на диск (\\.\PhysicalDriveX), если с диска смонтирована файловая система[40].
- Защитник Windows (Windows Defender). В Windows Vista появилась встроенная программа, которая служит для борьбы со шпионским программным обеспечением.
- Родительский контроль. В составе домашних изданий Windows имеется функция родительского контроля, которая помогает ограничить использование компьютера детьми. Например, можно настроить веб-фильтр для блокировки нежелательных сайтов, запретить играть в компьютерные игры, не предназначенные для их возраста. Также с помощью родительского контроля можно запретить использовать конкретную программу, установить временное ограничение и просматривать отчёт о работе родительского контроля.

## Пакеты обновлений и поддержка
Microsoft регулярно выпускает пакеты обновлений своих операционных систем, устраняющие выявленные проблемы и добавляющие новые возможности.
Поддержка Windows Vista без установленных пакетов обновлений закончилась 13 апреля 2010 года.

### Пакет обновлений 1
Пакет обновлений 1 (SP1) для ОС Windows Vista выпущен 4 февраля 2008 года.
- По заявлениям Microsoft, после установки SP1 копирование файлов на локальных накопителях будет осуществляться на 25 % быстрее.[источник не указан 2941 день],
- Решена проблема, приводившая к появлению сообщений об ошибках при копировании больших файлов через локальную сеть. Windows Vista с установленным пакетом обновлений также будет более оперативно обрабатывать изображения высокого разрешения.
- В пакет обновления включены дополнения, улучшающие совместимость операционной системы с новыми видеоадаптерами, некоторыми типами мониторов и принтеров.
- В состав пакета обновлений также входят исправления, уменьшающие время вывода компьютера из спящего режима, повышающие производительность браузера Internet Explorer 7 и улучшающие схему управления питанием ноутбуков. Традиционно в пакет обновления включены все ранее выпущенные обновления и исправления.

Первоначально пакет обновления был доступен на пяти языках — английском, немецком, французском, испанском и японском. В середине апреля 2008 года Microsoft опубликовала версии пакета обновлений на других языках. Между тем, пока остаются нерешёнными проблемы совместимости SP1 с некоторыми драйверами устройств. Перед установкой SP1 система Windows Update проверяет компьютер на предмет наличия проблемных компонентов, и в случае их обнаружения откладывает установку.
Перед установкой пакета обновления 1 необходимо предварительно удалить его тестовую версию (если она была установлена).
Поддержка Windows Vista Service Pack 1 закончилась 12 июля 2011 года.

### Пакет обновлений 2
Пакет обновлений 2 (SP2) был выпущен 25 мая 2009 года. В него входят:
- поддержка Bluetooth 2.1/3.0 (для версии Bluetooth 3.0 доступен лишь beta-драйвер);
- поддержка 64-разрядных процессоров VIA;
- возможность записи оптических дисков формата Blu-ray;
- мастер Windows Connect Now (WCN) для упрощения настройки беспроводных сетей Wi-Fi;
- файловая система exFAT, с поддержкой записи в файлы дат в международном формате, по Гринвичу, что позволит безошибочно синхронизировать файлы между различными часовыми поясами;
- поддержка смарт-карт формата ICCD/CCID;
- улучшенная защита ТВ-контента в Windows Media Center;
- улучшена работа Wi-Fi после выхода из спящего режима;
- внесены исправления в DirectX;
- обновлён компонент RSS в боковой панели;
- увеличена производительность при воспроизведении HD-видео[44];
- Снято ограничение на количество полуоткрытых соединений;
- Обновлён Device Stage.
- Windows Search 4.0;

В отличие от Service Pack для предыдущих версий Windows, SP2 нельзя установить без предварительной установки SP1. Это сделано с целью объединить пакеты обновлений для двух платформ — Windows Vista и Windows Server 2008
Поддержка Windows Vista SP2 прекращена 11 апреля 2017 года.
27 октября 2009 года вышло обновление Platform Update, включающее в себя некоторые основные новые компоненты, вошедшие в комплект поставки Windows 7. Компания Microsoft собиралась выпустить Пакет обновлений 3 (SP3) для Windows Vista и Windows Server 2008 в 2010 году. Но вскоре стало известно, что выход пакета обновлений был отменён.
Windows Vista можно обновлять пакетами обновлений от Windows Server 2008 SP2. Нужно скачивать пакеты обновления вручную из каталога обновлений. Последний на сегодняшний день пакет обновлений October 13, 2021—KB5006736 (Monthly Rollup) обновляет версию ОС до 6.0.6003.21xxx.

## Разработка Windows Vista
Разработка Windows Vista началась в мае 2001 года, за пять месяцев до выхода Windows XP и продолжалась до ноября 2006 года. Первоначально Microsoft ожидала завершить версию в конце 2003 года и представить как незначительный шаг между Windows XP (с кодовым названием Whistler) и Windows 7 (с кодовыми названиями Blackcomb и Vienna). Концепция Longhorn была намёком на тот план. Первоначально Longhorn разрабатывалась на основе Windows XP, но с 2004 года Microsoft «перезагрузила» проект, то есть начала разрабатывать ОС с нуля, взяв за основу Windows Server 2003. В связи с этим некоторые особенности, такие, как WinFS и NGSCB, были исключены. В середине 2005 года Longhorn была переименована в Windows Vista.

## Критика Windows Vista
Windows Vista получила смешанные отзывы во время своего выпуска и на протяжении всего срока службы, в основном из-за гораздо более высоких требований к оборудованию и воспринимаемой медлительности по сравнению с Windows XP. Кроме того, были высказаны некоторые опасения по поводу того, что многие ПК соответствуют требованиям к оборудованию «Vista Premium Ready» и ценообразованию Vista.
Windows Vista критикуется по следующим статьям:
- Некоторые действия, выполнявшиеся на XP мгновенно, на Vista производятся с небольшой задержкой. Это показывают тесты Tom's Hardware[46] — лишь некоторые программы (скорее всего, многопоточные) в Vista работают быстрее. По сообщению того же сайта, были также обнаружены ошибки в оболочке ОС[47].
- Системные требования на момент выпуска ОС показались многим пользователям завышенными по сравнению с Windows XP[21][48].
- Windows иногда упрекают в ущемлении свободы, связанном с защитой «премиум-контента» от копирования (Protected Media Path)[49]. А именно:
  - Установка неподписанных драйверов на 64-битную версию Vista возможна исключительно обходными путями[50][51] и полностью отключает проигрывание премиум-контента. В Windows XP цифровая подпись означала «проверенность» и «стабильность» драйвера — пользователи могли ставить и неподписанные, а производители подписывали лишь важнейшие версии.
  - Microsoft оставляет за собой право отозвать драйвер в любой момент, если в нём будет найдена уязвимость[52]. Если устройство старое, есть шансы, что производитель (или его правопреемник) не будет переписывать драйверы, и проигрывание будет недоступно (остальные функции не страдают)[53]. Пострадают от этого только рядовые пользователи, а никак не пираты — найдя подходящую аппаратно-программную конфигурацию, они могут свободно расшифровывать видео на отключённом от Интернета компьютере.
  - Чтобы защита работала, все устройства, связанные с проигрыванием, должны быть допущены Microsoft. Часть требований: прежде чем быть допущенным к проигрыванию, устройство должно пройти особый тест на работоспособность (Hardware Functionality Scan)[54][55], расшифровка должна происходить на самих устройствах, а не на незащищённых каналах (DVI без HDCP, VGA, S/P-DIF) на звук и видео должны накладываться помехи[56].
  - В некоторых ситуациях пользователям протокола BitTorrent требуется большое количество полуоткрытых исходящих соединений. На это в Windows стоит ограничение, которое было введено компанией Microsoft в попытке замедлить распространение вирусов с заражённого компьютера, а также ограничить возможности участия компьютера в DoS-атаках. Однако, с выходом Service Pack 2 данная проблема устранена самой компанией Microsoft — после установки SP2 число полуоткрытых соединений становится неограниченным.
- Есть старое программное обеспечение, которое несовместимо с Windows Vista[57], а также драйверы и устройства. Более того, в Vista была переделана поддержка USB в сторону более строгого контроля соблюдения стандарта, что сделало некоторые не совсем совместимые со стандартом (но работающие в Windows XP и Linux) USB-устройства принципиально несовместимыми с Vista (в том числе с обновлёнными драйверами).
- Интерфейс Aero, по мнению Пола Таррота, имеет недостаток в виде сложно отличимого текущего окна от всех остальных (активное окно заметно отличается от остальных лишь подсветкой кнопки закрытия окна)[58]
- User Account Control часто раздражает пользователей, задавая даже в рутинных операциях много вопросов[59], однако при необходимости его может отключить опытный пользователь или администратор. Кроме того, Symantec выпустил утилиту Norton UAC Tool, которая заметно уменьшает количество запросов, используя механизм белого списка[60].
- В домашней версии Vista остался старый механизм инсталляции обновлений. Процесс полной инсталляции обновлений занимает довольно продолжительное время (в зависимости от объёма обновлений и вычислительной мощности компьютера — от 20 мин до 1,5 часов) и на Vista разделяется на автоматически протекающие собственно установку и последующую настройку установленных обновлений. Различием домашних версий является то, что второй процесс — настройка установленных обновлений — не запускается операционной системой автоматически — пользователю приходится запускать его вручную включением компьютера.
- Для соблюдения неоднократно сорванных сроков выхода на рынок из релизной версии Vista были исключены многие обещанные и даже предоставленные в бета-версиях возможности. Это вызвало огромное недовольство среди пользователей.
- Реальные аппаратные требования Windows Vista превосходили возможности широко распространённых компьютеров тех лет, и были намного выше, чем заявленные. Также на публику утёк скандал между «отделом дружбы с Intel» и отделом разработки Windows внутри Microsoft, поднявшийся до уровня вице-президента. Отдел разработки настаивал на том, что смягчать официально заявленные требования к оборудованию нельзя, однако же Intel настаивала на их смягчении для того, чтобы продержать в производстве ещё какое-то время устаревший, но на тот момент очень популярный чипсет (который не удовлетворял несмягчённым требованиям, и был бы немедленно «убит» как рыночный продукт в случае релиза Vista с несмягченными требованиями). Дружба с Intel победила, требования смягчили при том, что Vista работала неудовлетворительно медленно на данном чипсете.

## Продажи
В течение первого месяца было продано 20 миллионов копий Vista, что вдвое превышает объем продаж Windows XP в течение первого месяца в октябре 2001 года, пятью годами ранее. Однако вскоре после этого, из-за относительно низких показателей внедрения Vista и сохраняющегося спроса на Windows XP, Microsoft решила продавать Windows XP до 30 июня 2008 года, вместо ранее запланированной даты 31 января 2008 года. Поступали сообщения о том, что пользователи понижали свои операционные системы до XP, а также сообщения о компаниях, планирующих отказаться от Vista.
Исследование, проведенное ChangeWave в марте 2008 года, показало, что процент корпоративных пользователей, которые были довольны Vista, был значительно ниже, чем в других операционных системах, с Vista на уровне 8 %, по сравнению с 40 %, которые сказали, что они довольны Windows XP.
Доля рынка использования Интернета для Windows Vista после двух лет доступности в январе 2009 года составила 20,61 %. Эта цифра в сочетании с мировыми пользователями Интернета и статистикой численности населения дала базу пользователей примерно в 330 миллионов человек, что превысило двухлетние ожидания Microsoft после запуска на 130 миллионов.

### Отклик медиа
В связи с неоднозначностью решений, принятых корпорацией Microsoft в ходе разработки данной ОС, многие издания весьма негативно высказывались о Windows Vista:
- Сайт POINT.RU заявлял, что Windows Vista является худшей операционной системой компании Microsoft[67].
- Windows Vista заняла первое место в конкурсе «Провал года»[68], проводившимся сайтом Pwnie award за 2008 год.

### Аппаратные требования
Хотя в 2005 году Microsoft заявляла, что «почти все компьютеры, представленные сегодня на рынке, будут работать под управлением Windows Vista», более высокие требования к некоторым «премиальным» функциям, таким как интерфейс Aero, затронули многих пользователей, выполняющих обновление. Согласно британской газете The Times в мае 2006 года, полный набор функций «будет доступен менее чем 5 процентам британского рынка ПК»; однако это предсказание было сделано за несколько месяцев до выхода Vista. Это продолжающееся отсутствие ясности в конечном итоге привело к коллективному иску против Microsoft, поскольку люди оказались с новыми компьютерами, которые не могли использовать новое программное обеспечение в полной мере, несмотря на заверенные обозначения «Vista Capable». Судебное дело обнародовало внутренние сообщения Microsoft, которые указывают на то, что у высшего руководства также возникли трудности с этим вопросом. Например, Майк Нэш (корпоративный вице-президент по управлению продуктами Windows) прокомментировал: «Теперь у меня есть машина электронной почты за 2100 долларов» из-за отсутствия в его ноутбуке соответствующего графического чипа, что мешало Vista.

### Лицензирование
Критика лицензий на обновление, относящихся к Windows Vista Starter через Home Premium, была выражена Кеном Фишером из Ars Technica, который отметил, что новое требование иметь предыдущую установленную операционную систему будет раздражать пользователей, которые регулярно переустанавливают Windows. Выяснилось, что обновленную копию Windows Vista можно установить без предварительной установки предыдущей версии Windows. При первой установке Windows откажется активироваться. Затем пользователь должен переустановить ту же копию Vista. Затем Vista активируется при переустановке, что позволяет пользователю установить обновление Windows Vista, не имея предыдущей операционной системы. Как и в случае с Windows XP, к OEM-версиям Vista, установленным на новых ПК, по-прежнему применяются отдельные правила: Microsoft утверждает, что эти версии не подлежат передаче на законных основаниях (хотя юридически еще предстоит четко решить, противоречит ли это праву первой продажи).

### Цены
Первоначально стоимость Windows Vista также была источником беспокойства и комментариев. Большинство пользователей в ходе опроса заявили, что цены на различные выпуски Windows Vista, размещенные на веб-сайте Microsoft Canada в августе 2006 года, делают продукт слишком дорогим. В сообщении BBC News в день выпуска Vista говорилось, что «потребители могут негативно отреагировать на ее тарифные планы, поскольку стоимость версий Vista в США примерно вдвое меньше, чем эквивалентные версии в Великобритании». С момента выпуска Vista в 2006 году Microsoft сократила розничную продажу и повысила цену Vista. Первоначально Vista Ultimate стоила 399 долларов, а Home Premium Vista — 239 долларов. С тех пор эти цены были снижены до 319 и 199 долларов соответственно.

### Управление цифровыми правами
Windows Vista поддерживает дополнительные формы ограничений DRM. Одним из аспектов этого является защищенный путь к видео, который разработан таким образом, что «премиум-контент» с дисков HD DVD или Blu-ray может требовать шифрования соединений между компонентами ПК. В зависимости от того, что требует контент, устройства могут не передавать премиум-контент по незашифрованным выходам или должны искусственно ухудшать качество сигнала на таких выходах или вообще не отображать его. Драйверы для такого оборудования должны быть одобрены Microsoft; также включен механизм отзыва, который позволяет Microsoft отключать драйверы устройств на ПК конечных пользователей через Интернет. Питер Гутманн, исследователь в области безопасности и автор библиотеки cryptlib с открытым исходным кодом, утверждает, что эти механизмы нарушают основные права пользователя (такие как добросовестное использование), излишне увеличивают стоимость оборудования и делают системы менее надежными («бит тильта» особое беспокойство: при срабатывании вся графическая подсистема выполняет сброс) и уязвима для атак типа «отказ в обслуживании». Однако, несмотря на несколько запросов о доказательствах, подтверждающих такие утверждения, Питер Гутманн никогда не подтверждал свои утверждения какими-либо проверенными доказательствами. Сторонники утверждали, что у Microsoft не было другого выбора, кроме как следовать требованиям киностудий, и что технология фактически не будет включена до 2010 года; Microsoft также отметила, что механизмы защиты контента существовали в Windows до сих пор, как в Windows ME, и что новые средства защиты не будут применяться ни к какому существующему контенту, а только к будущему контенту.

### Контроль учетных записей пользователей
Хотя контроль учетных записей (UAC) является важной частью инфраструктуры безопасности Vista, Поскольку он блокирует программное обеспечение от незаметного получения прав администратора без ведома пользователя, его широко критиковали за создание слишком большого количества запросов. Это привело к тому, что многие пользователи Vista UAC сочли это проблематичным, а некоторые, следовательно, либо отключили эту функцию, либо (для пользователей Windows Vista Enterprise или Windows Vista Ultimate) перевели ее в режим автоматического утверждения. В ответ на эту критику Microsoft изменила реализацию, чтобы уменьшить количество запросов в SP1. Хотя изменения привели к некоторым улучшениям, они не сняли опасений полностью.

## Права на понижение версии
Конечные пользователи лицензий Windows 7, приобретенных в рамках OEM или корпоративного лицензирования, могут перейти на эквивалентную версию Windows Vista. Права на понижение версии не предоставляются для выпусков Windows 7 Starter, Home Basic или Home Premium. Для лицензий Windows 8, приобретенных через OEM, пользователь также может перейти на эквивалентную версию Windows Vista. Клиенты, имеющие лицензию на использование Windows 8 Корпоративная, обычно имеют лицензию на Windows 8 Pro, версию которой можно понизить до Windows Vista Business.

### Microsoft
- Окончание поддержки Windows Vista
- Windows Vista Technical Library Roadmap (англ.)
- Доклад о ключевых изменениях в ядре Windows Vista SP1
- Страница загрузки пакета обновлений Windows Vista SP1
- Страница загрузки пакета обновлений Windows Vista SP2
- Список совместимости приложений Windows Vista для ИТ-специалистов

### Критика
- Infuture.ru: Microsoft: «механизм управления учётными записями пользователей (UAC) раздражает пользователей»
- CNET Hollywood, Microsoft align on new Windows' (англ.)
- BadVista.org (англ.)
- Technology Review 'Will Windows Upgrade Hand Power To Big Media?' Архивная копия от 12 апреля 2006 на Wayback Machine (англ.)
- PC Stats 'Windows Vista, HDCP and Digital Rights Management' (англ.)
- Yahoo News 'Ten Reasons to Buy Windows Vista (and «five things that will give you pause»)' (англ.)
- Paul Thurrott 'Where Vista Fails' (англ.)
- A Cost Analysis of Windows Vista Content Protection (англ.)
- Windows Vista Content Protection (англ.)
- Максим Букин. Как вернуть деньги за OEM-Windows. 3DNews (28 сентября 2009). Дата обращения: 13 ноября 2017.